# هوراس أ. جونز
هوراس أ. جونز (بالإنجليزية: Horace A. Jones)‏ هو مدرب خيول أمريكي، ولد في 24 نوفمبر 1906 في بارنيل في الولايات المتحدة، وتوفي في 2 سبتمبر 2001.